# SKF-64139
SKF-64139 ima adrenalnu i moždanu feniletanolamin N-metiltransferaznu aktivnost.